# Močvirna samoperka
Močvirna samoperka (znanstveno ime Parnassia palustris) je zelnata cvetnica, ki je razširjena na barjanskih tleh, ob izvirih, in tudi na apnenčastih pustih tleh, ki so stalno vlažna. 
Znanstveno ime je rastlina dobila iz stare Grčije po gori Parnas, kjer naj bi bivale muze. Pritlični listi v rozeti so srčaste oblike, poleg tega ima rastlina na cvetnem steblu  še sedeči stebelni list, ki s spodnjim delom objema steblo. Po tem listu so samoperke tudi dobile svoje slovensko ime. Zraste pa 5 do 25 cm visoko. 
Cvetovi so bele barve in posamični na vrhu stebla. V cvetu sta dva kroga s po 5 prašniki. V notranjem krogu so pravi prašniki, v katerem dozoreva pelod. Prašniki zunanjega kroga pa so spremenjeni in izločajo v spodnjem delu medičino za privabljanje opraševalcev, v zgornjem delu pa izloča kapljice, ki odganjajo muhe.

## V literaturi
V Tavčarjevi povesti Cvetje v jeseni (1917) ima močvirska samoperka (poznana pod imenom kristusove srajčke) naslovno vlogo.